# Уравнения Джинса
Уравнения Джинса — уравнения, описывающие движение совокупности звёзд в гравитационном поле.
Пусть n = n(x,t) — плотность распределения звёзд в пространстве в виде функции координат x = (x1, x2, x3) и времени t, v = (v1, v2, v3) — скорость, Φ = Φ(x,t) — гравитационный потенциал. В данном случае уравнения Джинса можно записать в виде
{\displaystyle {\frac {\partial n}{\partial t}}+\sum _{i}{\frac {\partial (n\langle {v_{i}}\rangle )}{\partial x_{i}}}=0,}
{\displaystyle {\frac {\partial (n\langle {v_{j}}\rangle )}{\partial t}}+n{\frac {\partial \Phi }{\partial x_{j}}}+\sum _{i}{\frac {\partial (n\langle {v_{i}v_{j}}\rangle )}{\partial x_{i}}}=0\qquad (j=1,2,3).}
Здесь обозначение <…> означает среднее значение в данной точке и времени (x, t), то есть, например, {\displaystyle \langle {v_{1}}\rangle } является средним значением компоненты 1 скорости звёзд в данной точке и времени. Второй набор уравнений можно также записать в виде
{\displaystyle n{\frac {\partial \langle {v_{j}}\rangle }{\partial t}}+\sum _{i}n\langle {v_{i}}\rangle {\frac {\partial {\langle {v_{j}}\rangle }}{\partial x_{i}}}=-n{\frac {\partial \Phi }{\partial x_{j}}}-\sum _{i}{\frac {\partial (n\sigma _{ij}^{2})}{\partial x_{i}}}\qquad (j=1,2,3).}
Здесь {\displaystyle \sigma _{ij}^{2}=\langle {v_{i}v_{j}}\rangle -\langle {v_{i}}\rangle \langle {v_{j}}\rangle } показывает дисперсию скоростей для компонентов i и j в данной точке.
Уравнения Джинса аналогичны уравнениям Эйлера для потока жидкости: уравнения Джинса можно вывести из бесстолкновительного уравнения Больцмана. Впервые эти уравнения вывел Джеймс Клерк Максвелл, но в звёздной динамике их применил Джеймс Джинс.